# Корлата (Сучава)
Корлата (рум. Corlata) насеље је у Румунији у округу Сучава у општини Беркишешти. Oпштина се налази на надморској висини од 489 m.

## Становништво
Према подацима из 2002. године у насељу је живело 517 становника, од којих су сви румунске националности.